# Дуйшебаев, Талант Мушанбетович
Тала́нт Мушанбе́тович Дуйшеба́ев (кирг. Талант Мушанбетович Дүйшөбаев; род. 2 июня 1968, Фрунзе) — советский, российский и испанский гандболист и тренер по гандболу. Выступал за сборные СССР, СНГ, России и Испании. Один из сильнейших разыгрывающих в истории гандбола, в 1994 и 1996 годах признавался лучшим гандболистом мира. Заслуженный мастер спорта СССР (1992). В 2000 году в результате опроса, проведённого Международной федерацией гандбола, был признан вторым гандболистом планеты в XX веке. По национальности — киргиз.

## Биография
Воспитанник советской школы гандбола, первый тренер — Валерий Николаевич Захарчук. Талант Дуйшебаев был капитаном сборной СНГ (Объединённой команды), ставшей чемпионом Олимпийских игр 1992 года, и сборной России — чемпиона мира-1993. После распада СССР Талант переехал играть в Испанию, в 1995-м принял гражданство этой страны. С испанской сборной Дуйшебаев трижды участвовал на Олимпийских играх и завоевал две бронзовые медали — в Атланте и Сиднее. На последней Олимпиаде в его карьере — Афинах-2004 — сборная Испании потерпела поражение от немцев в четвертьфинале. Три раза за этот период команда Дуйшебаева становилась призёром чемпионатов Европы.
Основные вехи в клубной карьере Таланта Дуйшебаева связаны с командой «Кантабрия» из Сантандера, с которой он дважды побеждал в чемпионате Испании и Кубке кубков, и с клубом из небольшого испанского города Сьюдад-Реаль, куда он пришёл в 2001 году. В сезоне-2003/04 этот клуб впервые в своей истории стал чемпионом Испании, через год дошёл до финала Лиги чемпионов. Вскоре, в июне 2005 года, во дворце спорта «Дон Кихот» состоялся прощальный матч Дуйшебаева, объявившего о завершении карьеры игрока и переходе на тренерскую работу. В первый же год своей работы в качестве тренера Дуйшебаев привёл «Сьюдад-Реаль» к победе в Лиге чемпионов.
В сезоне-2006/07 вследствие травмы основного разыгрывающего «Сьюдад-Реаля» словенца Уроша Зормана 38-летний Дуйшебаев был вынужден вернуться на площадку. Великий гандболист быстро восстановил игровые кондиции — в ноябре 2006-го его блестящая игра способствовала победе клуба в Суперкубке Европы, а затем и в национальном чемпионате.
С 2008 года, когда Дуйшебаев вновь сосредоточился на тренерской работе, его «Сьюдад-Реаль» дважды выиграл Лигу чемпионов и одержал три победы в чемпионатах Испании. Два года работал с мадридским «Атлетико».
С января 2014 года работает главным тренером польской команды «Виве» (Кельце). С октября того же года также тренировал сборную Венгрии, а после завершения чемпионата Европы-2016 на один год с небольшим возглавил сборную Польши.

## Игровая карьера

### Клубы
- «Буревестник» (Фрунзе, СССР)
- ЦСКА (Москва, СССР)
- «Кантабрия» (Сантандер, Испания) (1992—1997)
- «Неттельштедт» (Люббекке, Германия) (1997—1998).
- «Минден» (Германия) (1998—2001).
- «Сьюдад-Реаль» (Испания) (2001—2005, 2006—2007).

### Достижения
Со сборными СССР и России
- Чемпион мира среди молодёжи (1989).
- Победитель Игр доброй воли (1990).
- Олимпийский чемпион (1992).
- Чемпион мира (1993).

Со сборной Испании
- Бронзовый призёр Олимпийских игр (1996, 2000).
- Серебряный призёр чемпионата Европы (1996, 1998).
- Бронзовый призёр чемпионата Европы (2000).
- MVP чемпионата Европы (1996).

В клубной карьере
- Победитель Лиги чемпионов (1994).
- Финалист Лиги чемпионов (2005).
- 2-кратный победитель Кубка Кубков (2002, 2003).
- Победитель Кубка ЕГФ (1993).
- Победитель Суперкубка Европы (2006).
- 4-кратный чемпион Испании (1993, 1994, 2004, 2007).
- 2-кратный обладатель Кубка Короля Испании (1995, 2003).
- 4-кратный обладатель Кубка ASOBAL (1996, 2003, 2004, 2006).
- Победитель Суперкубка Испании (2005).

## Тренерская карьера

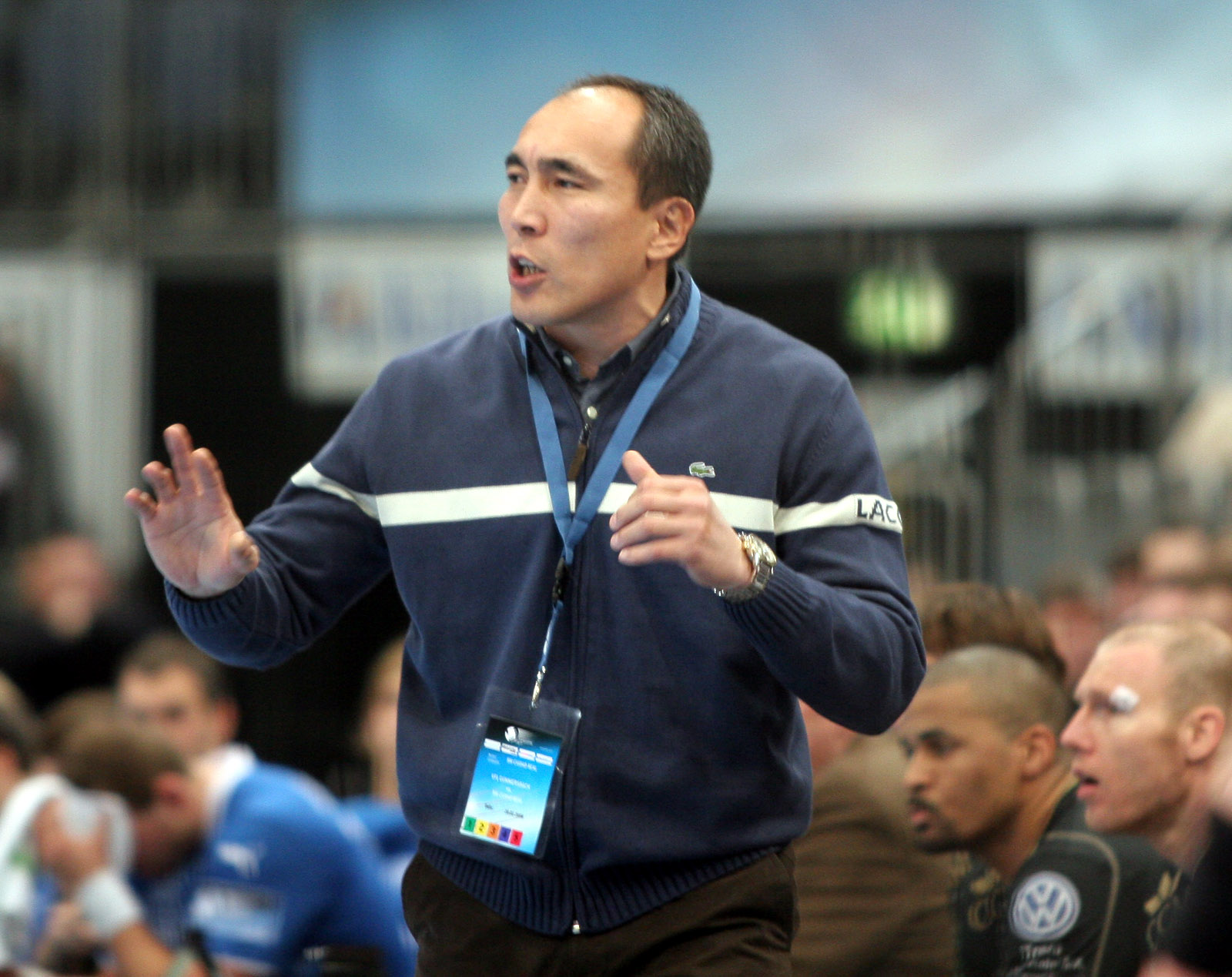
Тренер испанской BM Ciudad Real

- «Сьюдад-Реаль» (Испания) (2005—2011).
- «Атлетико» (Мадрид, Испания) (2011—2013).
- «Виве» (Кельце, Польша) (с 2014 года)[4].
- Мужская сборная Венгрии (2014—2016).
- Мужская сборная Польши (2016—2017).

Достижения
- 4-кратный победитель Лиги чемпионов (2006, 2008, 2009, 2016).
- 4-кратный финалист Лиги чемпионов (2010, 2011, 2012, 2022).
- Победитель Суперкубка Европы (2008).
- 4-кратный чемпион Испании (2007–2010).
- 4-кратный обладатель Кубка Короля Испании (2008, 2011–2013).
- 3-кратный обладатель Кубка ASOBAL (2005, 2007, 2010).
- 8-кратный чемпион Польши (2015–2022).
- 6-кратный обладатель Кубка Польши (2015–2019, 2021).

## Награды
- Серебряная медаль ордена «За спортивные заслуги» (Испания, 2006)[5]
- Орден «Манас» 2 степени (2017)[6]

## Семья
Жена — Ольга Шишкина, чемпионка мира по гандболу. Сыновья Таланта Дуйшебаева являются гандболистами: Алекс (род. 1992) и Даниэль (род. 1997) играют под руководством отца в «Виве Кельце». Оба — игроки сборной Испании.